# Gauliga

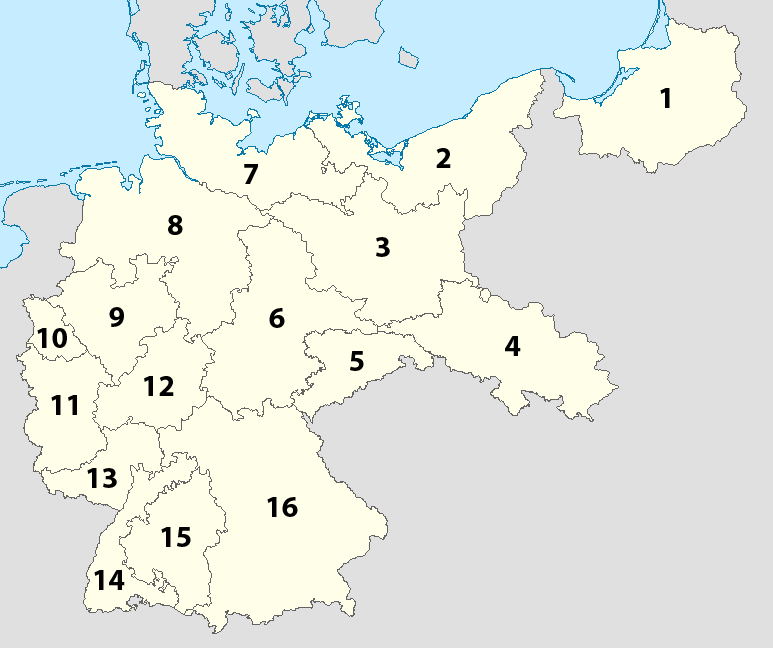
De indeling van de Gauen in 1933

De Gauliga was de hoogste voetbalklasse in Nazi-Duitsland tussen 1933 en 1945.
Onder impuls van het Derde Rijk werd deze liga opgericht, er kwamen 16 regionale eerste klasses. De kampioenen van deze klassen streden tegen elkaar in de play-offs. Er waren 4 groepen van 4, de clubs speelden heen en terug. De 4 winnaars gingen naar de halve finale en finale om zo de Duitse landskampioen aan te duiden.
Het begrip Gauliga was ook voor 1933 al in gebruik, voornamelijk door competities van de Midden-Duitse voetbalbond. 

## Gauliga's
- Ostpreußen
- Pommern
- Berlin-Brandenburg
- Schlesien
- Sachsen
- Mitte (Thüringen & Sachsen-Anhalt)
- Nordmark
- Niedersachsen
- Westfalen
- Niederrhein
- Mittelrhein
- Hessen
- Südwest-Mainhessen
- Baden
- Württemberg
- Bayern

Tijdens de Tweede Wereldoorlog werden de grotere Gauliga's nog eens onderverdeeld.
- uit Schlesien: Niederschlesien en Oberschlesien
- uit Nordmark: Hamburg, Schleswig-Holstein en Mecklenburg
- uit Niedersachsen: Weser-Ems, Südhannover-Braunschweig en Osthannover
- uit Mittelrhein: Köln-Aachen en Moselland
- uit Hessen und Südwest: Kurhessen, Hessen-Nassau en Westmark
- uit Bayern: Nordbayern en Südbayern

Ook in de door de oorlog veroverde gebieden werd een Gauliga opgericht.
- Sudetenland
- Ostmark (Oostenrijk)
- Elsaß
- Danzig-Westpreußen
- Wartheland
- Generalgouvernement (Polen)
- Böhmen-Mähren

Hierdoor steeg het aantal deelnemers aan de eindronde tot 31. Vanaf 1942 werd de titel niet meer via groepsfase bepaald maar via een knock-outsysteem. De tegenstanders werden om geografische reden gekozen.
Originele Gauliga's: Baden · Bayern · Berlin-Brandenburg · Hessen · Mitte · Mittelrhein · Niederrhein · Niedersachsen · Nordmark · Ostpreußen · Pommern · Sachsen · Schlesien · Südwest-Mainhessen · Westfalen · Württemberg

Gauliga's na 1939: Hamburg · Hessen-Nassau · Köln-Aachen · Kurhessen · Mecklenburg · Moselland · Niederschlesien · Oberschlesien · Osthannover · Schleswig-Holstein · Südhannover-Braunschweig · Weser-Ems · Westmark

Gauliga's in bezette gebieden: Böhmen und Mähren · Danzig-Westpreußen · Elsaß · Generalgouvernement · Sudetenland · Ostmark · Wartheland